# نهر ستري
نهر ستري (بالأوكرانية: Стрий)‏ ينبع النهر من جبال الكاربات في غرب أوكرانيا. ويجرى عبر الجبال لمسافة 144 ميلاً (231 كم). ثم يجرى 120 ميلا حتى يصل إلى مدينة ستري. ويستمر النهر لمسافة 20 ميلاً أخرى قبل أن ينضم إلى نهر دنيستر
بالقرب من خودوريف.

## طريق

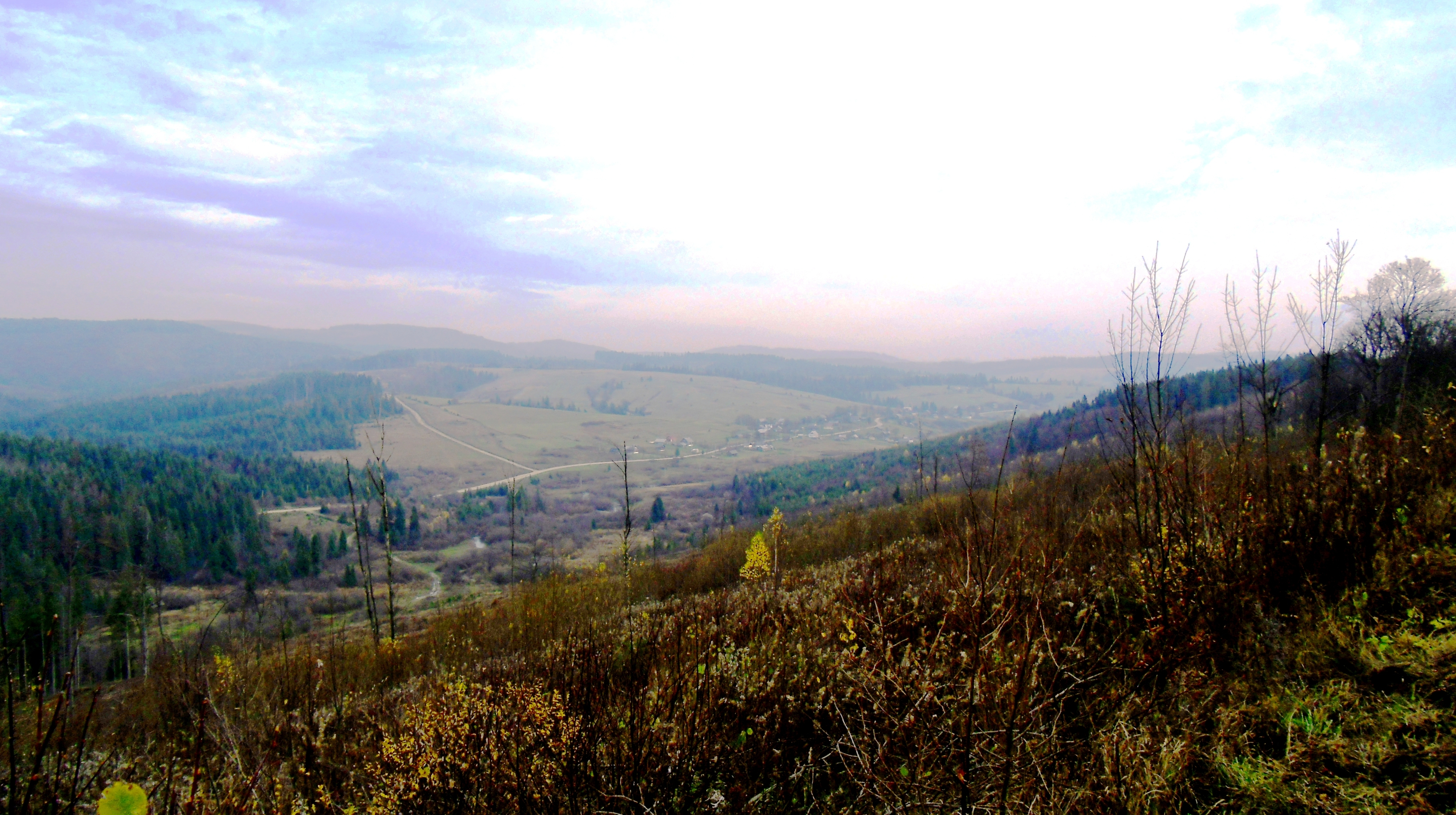
الروافد العليا لنهر ستري.

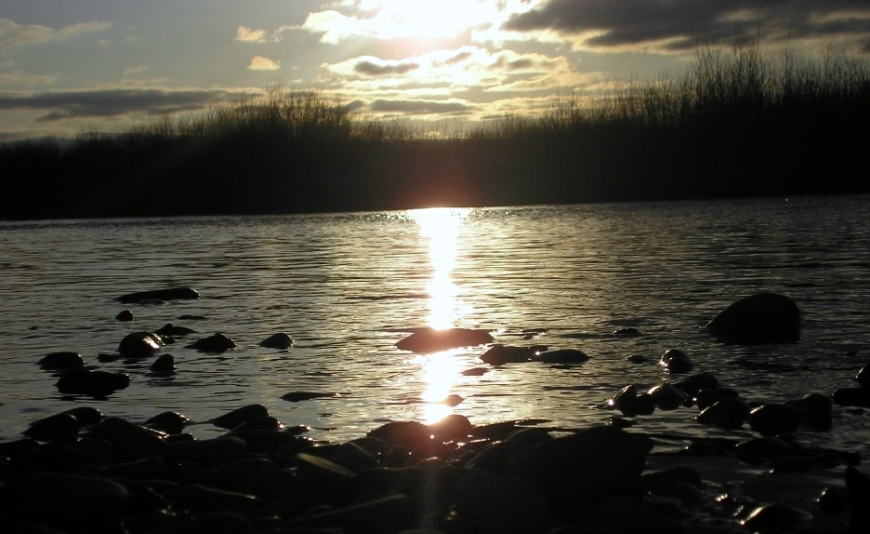
نهر سترى في الليل بالقرب من قرية Hnizdychiv

ينبع النهر في منطقة مستجمعات ميائية على سفوح سلسلة جبال الكاربات الشرقية بالقرب من قرية المخنات. من هنا يبدأ النهر في النمو، حيث ينضم إليها العديد من الروافد في طريقه إلى الشمال، قبل أن تتدفق في سلسلة من التقلبات والانعطافات عبر الوديان. يخرج النهر من التلال وصولاً إلى منطقة مسطحة حول توركا، حيث كانت هناك محاولة لتوليد الطاقة الكهرومائية والتحكم في الفيضانات.
يتعرج النهر عبر التلال حتى يلتقي مع رافد رئيسي آخر وهو نهر أوبير في مدينة Nyzhnye Synievydne. من هنا يبدأ في الاستقامة، 3.5 كم جنوب شرق المدينة، عند بداية وادي ستري حيث يتدفق في خط مستقيم تقريبًا بعد مدينة ستري إلى جيداتشيف . هنا يصل النهر إلى منطقة مسطحة ويتعرج ويقابل بعنف نهر دنيستر على الجانب الشرقي من مدينة جيداتشيف مما يتسبب في العديد من بحيرات قوس قزح.

## الاستخدام
يعد النهر وجهة شهيرة للتجديف حيث يحتوي على العديد من المنحدرات في المسالك العلوية، فضلاً عن مناطق الجمال على طول مساره السفلي. يُعرف النهر بزياداته السريعة والهائلة في حجم التدفق وسرعته أثناء هطول الأمطار، مما يؤدي غالبًا إلى جعل الجسور والنهر نفسه غير سالكين. ينتج عن ذلك طرق وخطوط قطار تغمرتها المياه وتميل إلى أن تكون قريبة من النهر في هذه المناطق الجبلية.
كان لهذا تأثير كبير على النقل، حتى أنه تسبب في توقف القوات الروسية في الحرب العالمية الأولى في 8 يوليو 1917 أثناء محاولتهم طرد الألمان والجيش النمساوي المجري خارج المنطقة.
كانت هناك محاولات لاستخدام النهر لتوليد الطاقة الكهرومائية، ولكن في الوقت الحالي لا توجد خطط حالية لإعادة استخدامها.